# داکو جونیور
داکو جونیور (انگلیسی: Daco Junior؛ زادهٔ ۱۹۹۰ (۳۴–۳۵ سال)) موسیقی‌دان اهل آنگولا است. وی از سال ۲۰۱۰ میلادی تاکنون مشغول فعالیت بوده است.